# Saint-Gratien, Somme

Saint-Gratien este o comună în departamentul Somme, Franța. În 1 ianuarie 2022 avea o populație de 386 de locuitori.